# Trichotichnus nitescens
Trichotichnus nitescens är en skalbaggsart som beskrevs av Thomas Casey. Trichotichnus nitescens ingår i släktet Trichotichnus och familjen jordlöpare. Inga underarter finns listade i Catalogue of Life.